# Амалия Цефирина фон Залм-Кирбург
Амалия Цефирина фон Залм-Кирбург (на немски: Amalia Zephyrina von Salm-Kyrburg; * 6 март 1760, Париж; † 17 октомври 1841, „Долния дворец“, Зигмаринген) е принцеса от Залм-Кирбург и чрез женитба княгиня на Хоенцолерн-Зигмаринген, смятана за „Спасителката на Хоенцолерните“.

## Живот
Тя е от германска благородническа фамилия, която живее най-вече в и до двора на крал Луи XVI. Дъщеря е на княз вилд- и рейнграф Филип Йозеф фон Залм-Кирбург (1709 – 1779) и съпругата му принцеса Мария Тереза фон Хорн (1725 – 1783), дъщеря на княз Максимилиан Емануел де Хорнес (1695 – 1763) и Мари Терез Шарлота де ла Пиере ду Фай де Бусиес, баронеса ван Мелсброек (1704 – 1736). Сестра е на княз Фридрих III фон Залм-Кирбург (1745 – 1794, гилотиран в Париж), женен на 29 ноември 1781 г. в Страсбург за принцеса Йохана Франциска фон Хоенцолерн-Зигмаринген (1765 – 1790).
Амалия Цефирина расте в Париж. През 1780 г. нейният брат Фридрих III (упр. 1778 – 1794) започва да строи за нея вилд-рейнграфска барок резиденция под замъка на фамилията в Кирн. Резиденцията получава в нейна чест името Дворец Амалиенлуст, който не е завършен, докато тя е жива.
Амалия Цефирина е сгодена на 29 ноември 1781 г. в Страсбург и се омъжва на 13 август 1782 г. в дворец Даун, Кирн/Нае, за наследствения принц, бъдещ княз Антон Алойс фон Хоенцолерн-Зигмаринген (* 20 юни 1762, Зигмаринген; † 17 октомври 1831, Зигмаринген), син на княз Карл Фридрих фон Хоенцолерн-Зигмаринген (1724 – 1785) и графиня Йохана фон Хоенцолерн-Берг (1727 – 1787).
Общата им зима младата двойка живее в Париж. През 1784 г. Амалия Цефирина отива за пръв път в Зигмаринген. Тогава Зигмаринген има ок. 1000 жители. След една година, десет седмици след раждането на нейния син Карл, тя бяга облечена като мъж в Кирн при брат си Фридрих III фон Залм-Кирбург и съпругата му, сестра на нейния съпруг. Тя оставя син си.
Нейният брат строи в Париж от 1782 до 1787 г. палата Hôtel de Salm, в който скоро се среща висшата аристокрация на предреволюционна Франция.
Амалия Цефирина има връзка с викомт Александър дьо Боарне (* 28 май 1760, Мартиник; † 23 юли 1794, Париж), син на маркиз Франсоа де Бохарне де Ла Фертé-Бохарне (1714 – 1800) и Мари Анне Хенриете Франсоаз Пиварт де Шастулé (1722 – 1766). Той е женен от 13 декември 1779 г. за Жозефин дьо Боарне (1763 – 1814).
Когато избухва Френската революция брат ѝ Фридрих III и любовникаът ѝ Александър дьо Боарне са на страната на революцията. Двамата са затворени и екзекутирани (гилотирани) през 1794 г. Амалия Цефирина купува с таен договор през 1797 г. гробището „Cimetière de Picpus“, където брат ѝ любовникът ѝ са погребани в масов гроб. Тя има добри контакти с влиятелни личности от революцията и с Жозефина, вдовицата на бившия ѝ любовник, която се омъжва през 1796 г. за Наполеон Бонапарт.
От 1806 г. тя помага по политически причини на брачните връзки на фамилията Хоенцолерн с френската аристокрация. През 1808 г., след 20-годишен живот в Париж, Амалия Цефирина се връща обратно в Хоенцоллерн-Зигмаринген. Тя си прави през 1810 г. свой двор в близкия Инцигкофен. Към Дунав тя прави парк в английски стил и поставя паметник на обичания си брат. По-късно до смъртта си тя живее в двореца в Зигмаринген, който нейният съпруг Алойс строи за нея през 1822 – 1825 г. Инцигкофен служи на нея и внук ѝ наследствения принц Карл Антон като лятна резиденция.
Амалия Цефирина фон Залм-Кирбург умира на 81 години на 17 октомври 1841 г. в „Долния дворец“ („Принценбау“) в Зигмаринген.

## Деца
Амалия Цефирина и Антон Алойс имат две деца:
- син (*/† 3 септември 1783, Париж)
- Карл Антон Фридрих Майнрад Фиделис (* 20 февруари 1785, Зигмаринген; † 11 март 1853, Болоня), княз на Хоенцолерн-Зигмаринген (1831 – 1848), женен I. на 4 февруари 1808 г. в Париж за френската принцеса Мария Антуанет Мюра (* 5 януари 1793; † 19 януари 1847), племенница на Жоашен Мюра, II. на 14 март 1848 г. в Купферцел за принцеса Катарина фон Хоенлое-Валденбург-Шилингсфюрст (* 19 януари 1817; † 15 февруари 1893)

Белгийският крал Албер I е неин правнук.